# Octomeria mauritii
Octomeria mauritii är en orkidéart som beskrevs av Guido Frederico João Pabst och Moutinho. Octomeria mauritii ingår i släktet Octomeria och familjen orkidéer. Inga underarter finns listade i Catalogue of Life.